# سالي آن فورستر
سالي آن فورستر (بالإنجليزية: Billie Forrester)‏ هي موسيقية أمريكية، ولدت في 20 ديسمبر 1922، وتوفيت في 17 نوفمبر 1999 في ناشفيل في الولايات المتحدة.

## وصلات خارجية
- بيلي  فورستر على موقع ميوزك برينز (الإنجليزية)
- بيلي  فورستر على موقع ديسكوغز (الإنجليزية)